# Línea 2 (Comodoro Rivadavia)
La línea 2 es una línea de colectivos de Comodoro Rivadavia que une Máximo Abásolo con el centro de la ciudad, atravesando San Cayetano, Quirno Costa, San Isidro Labrador, Ceferino Namuncurá y 13 de Diciembre.
La línea es operada desde 2007 por Transportes Patagonia Argentina SRL.

## Historia
Anteriormente, esta línea era explotada bajo la Empresa La Unión (Los blancos y verdes) durante el boom petrolero en la ciudad, en 1961 la empresa se disuelve y es concesionada bajo Empresa Oeste (Los anaranjados), luego en la década del 1980 quedaron dos empresas el cual agruparon las líneas; Transportes Comodoro y Transportes Patagonia, el cual en el 2007 la última mencionada se quedó con todo el monopolio del servicio en Comodoro Rivadavia.

## Cuadro Tarifario
| Boleto                      | Tarifa    |
| --------------------------- | --------- |
| Primera sección (Urbano)    | $22       |
| Segunda sección (Suburbano) | No aplica |
| Tercera sección (Diadema)   | No aplica |
| Cuarta sección (Rada Tilly) | No aplica |
| Estudiante                  | $11       |
| Jubilado                    | $11       |
| Discapacitado               | $0.00     |
| Policía del Chubut          | $0.00     |

En el caso de los boletos de estudiante y jubilado reciben un subsidio de la municipalidad de Comodoro Rivadavia que les cubre un 50% del valor del boleto en 2 pasajes díarios, mientras que el restante 50% lo proporciona el gobierno de Chubut a través del TEG Chubut.

## Recorrido

### 2: Máximo Abásolo - Centro
| 2          | Primer servicio A: Centro | Primer servicio A: Máximo Abásolo | Último servicio A: Centro | Último servicio A: Máximo Abásolo |
| Laborables | 05:00                     | 05:32                             | 23:30                     | 00:02                             |
| Sábados    | 05:00                     | 05:32                             | 23:30                     | 00:02                             |
| Festivos   | 05:30                     | 06:02                             | 23:30                     | 00:02                             |

Ida
| BUS2 | KBHFa |

|  | BHF |

|  | BHF |

|  | BHF |

|  | BHF |

|  | BHF |

|  | BHF |

|  | BHF |

|  | BHF |

|  | BHF |

|  | BHF |

|  | BHF |

|  | BHF |

|  | BHF |

|  | BHF |

|  | BHF |

|  | BHF |

|  | BHF |

|  | BHF |

|  | BHF |

|  | BHF |

|  | BHF |

|  | KBHFe |

Regreso:
| BUS | KBHFa |

|  | BHF |

|  | BHF |

|  | BHF |

|  | BHF |

|  | BHF |

|  | BHF |

|  | BHF |

|  | BHF |

|  | BHF |

|  | BHF |

|  | BHF |

|  | BHF |

|  | BHF |

|  | BHF |

|  | BHF |

|  | BHF |

|  | BHF |

|  | BHF |

|  | BHF |

|  | BHF |

|  | BHF |

|  | BHF |

|  | KBHFe |

## Cercanías

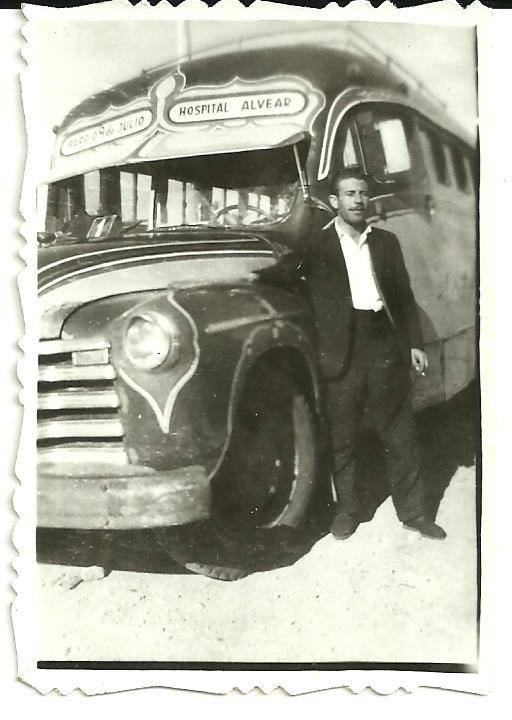
Colectivo traído de Buenos Aires de la línea 60, el cual realizaba el recorrido: Bo. 9 de Julio - Ex Bo. Ameghino

- Seccional séptima de policía
- Gimnasio municipal n.º 3
- Unión vecinal Máximo Abásolo
- Escuela San Juan Bosco
- Jardín Juanito Bosco
- Escuela n.º 160
- Escuela n.º 209
- Iglesia Tabernáculo de la Fe
- Velódromo
- Club General Roca
- Escuela n.º 52
- Cementerio Oeste
- Escuela n.º 39
- Instituto Mariano Moreno
- Camuzzi
- Terminal de ómnibus